# Ove Bring
Ove Ebbe Bring, född 25 augusti 1943 i Stockholm, är professor emeritus i internationell rätt. Han har tidigare arbetat som sakkunnig, departementsråd och folkrättsrådgivare på Utrikesdepartementet och som professor i folkrätt vid Uppsala universitet, Stockholms universitet och Försvarshögskolan. Mellan 1999 och 2017 var han ledamot av Permanenta skiljedomstolen i Haag.
Ove Bring blev jur.kand. 1968 och anställdes 1976 vid Utrikesdepartementet. Han blev juris doktor vid Stockholms universitet 1979 och docent 1983 samt var folkrättsrådgivare åt Utrikesdepartementet 1987–1993. Ove Bring utnämndes 1993 till professor i folkrätt vid Uppsala universitet. Han är tillsammans med advokat Percy Bratt kursföreståndare i kursen Praktisk europaprocess (15 hp) vid Stockholms universitet. 
Bring har författat ett flertal böcker och artiklar inom folkrätt och är flitigt anlitad som kommentator av svenska nyhetsmedier. Bland hans böcker märks “Neutralitetens uppgång och fall” (2008), “De mänskliga rättigheternas väg” (2011) , “Parthenonsyndromet. Kampen om kulturskatterna” (2015) och “Kvinnor och kungar – om krig och fred” (2017). Hans specialområden är bland annat folkrätt och säkerhetspolitik, FN-stadgans folkrätt, fredsbevarande och fredsframtvingande operationer, internationell humanitär rätt i väpnade konflikter och nedrustningsrätt.
År 2012 tilldelades han H.M. Konungens medalj av 8:e storleken i Serafimerordens band för ”engagerande och framgångsrika insatser inom rättsvetenskapen, särskilt områdena internationell rätt och mänskliga rättigheter”.